# یواس‌اس او-۹ (اس‌اس-۷۰)
یواس‌اس او-۹ (اس‌اس-۷۰) (به انگلیسی: USS O-9 (SS-70)) یک زیردریایی بود که طول آن ۱۷۲ فوت ۴ اینچ (۵۲٫۵۳ متر) بود. این زیردریایی در سال ۱۹۱۸ ساخته شد.